# Pachnobia lyngei
Pachnobia lyngei är en fjärilsart som beskrevs av Hans Rebel 1923. Pachnobia lyngei ingår i släktet Pachnobia och familjen nattflyn. Inga underarter finns listade i Catalogue of Life.